# Ottó Boros
Pour les articles homonymes, voir Boros.
Ottó Boros (né le 5 août 1929 à Békéscsaba, mort le 18 décembre 1988 à Szolnok) est un joueur de water-polo hongrois.

## Carrière
Il est double champion olympique en 1956 et en 1964.